# Lobelia reverchonii
Lobelia reverchonii är en klockväxtart som beskrevs av Billie Lee Turner. Lobelia reverchonii ingår i släktet lobelior, och familjen klockväxter. Inga underarter finns listade i Catalogue of Life.